# Tariq Spezie
Tariq Spezie Sevilla (Sharjah, Emiratos Árabes Unidos, 21 de junio de 1980) ¿Es un futbolista?italo-español. Jugaba de delantero y su último equipo fue el CD Castellón.

## Trayectoria
Tariq, de padre italiano y de madre española, nació en Emiratos Árabes Unidos ya que su padre trabajaba en aquel país. Su padre se inspiró en Táriq ibn Ziyad para ponerle el nombre a su hijo. En Emiratos Árabes vivió el primer año de su vida, posteriormente se trasladó a Italia donde permaneció 5 años y aprendió el italiano con el que se maneja a la perfección, y posteriormente se instaló definitivamente en España, concretamente en Cataluña donde aprendió el catalán y castellano. Pese a que nació en Emiratos Árabes Unidos, no posee la nacionalidad emiratí, y posee las nacionalidades italiana y española.
Criado primero en Arenys de Mar, y posteriormente en Malgrat de Mar donde jugó en las categorías inferiores del equipo del equipo del cercano municipio de Blanes, el FC Racing Blanenc donde fue descubierto por Javi Salamero (director deportivo del Girona en la temporada 2008/09). En la temporada 1998/99 jugó en División de Honor Juvenil con el juvenil A del Vilobí FC, hasta que en febrero de 1999 su padre tuvo que trasladarse por motivos laborales a Valladolid, y el jugador tuvo que abandonar el club gerundense. Una vez en tierras vallisoletanas fichó por el Valladolid B donde jugó en su primera temporada en Segunda B y la siguiente en Tercera División. Tras fichar por el filial del Espanyol inició una amplia trayectoria en equipos de Segunda B, donde ha gozado siempre de participación activa. En la temporada 2008/09 se destapó como goleador jugando para la Unión Deportiva Puertollano (actualmente Club Deportivo Puertollano), donde alcanzó 24 goles en liga (máximo goleador de los 4 grupos de Segunda B), y su equipo se quedó a un punto de disputar la promoción de ascenso a Segunda División. En dicha temporada despertó la atención de numerosos clubes que siguieron su evolución, también despertó un interés mediático a nivel futbolístico, y participó en la VI edición del partido benéfico "Amigos de Ronaldo" contra "Amigos de Zidane".
En julio de 2009 cierra su fichaje con el Granada CF, con el que logra el ascenso a Segunda División. En el año 2010 estuvo a punto de fichar por el Real Murcia Club de Fútbol y, aunque no se concretó su fichaje, se ha convertido en un auténtico ídolo entre los seguidores de este club. En 2011 ficha por el Huesca SD, club en del que se le ha despedido mediados de mayo de 2014 a falta de un mes para finalizar su contrato.

## Clubes
| Club                            | País   | Periodo   | Liga PJ (G) | Copa PJ (G) |
| ------------------------------- | ------ | --------- | ----------- | ----------- |
| Real Valladolid B               | España | 1999-2000 | 20 (6)      | 0 (0)       |
| Real Valladolid B               | España | 2000-2001 | 34 (16)     | 0 (0)       |
| RCD Espanyol B                  | España | 2001-2002 | 30 (6)      | 0 (0)       |
| CP Cacereño                     | España | 2002-2003 | 31 (7)      |             |
| CF Palencia                     | España | 2003-2004 | 12 (3)      |             |
| CD Linares                      | España | 2003-2004 | 20 (3)      | 0 (0)       |
| CE Sabadell                     | España | 2004-2005 | 36 (6)      | 0 (0)       |
| Águilas CF                      | España | 2005-2006 | 29 (7)      |             |
| Águilas CF                      | España | 2006-2007 | 34 (7)      |             |
| Águilas CF                      | España | 2007-2008 | 38 (13)     |             |
| UD Puertollano                  | España | 2008-2009 | 38 (21)     |             |
| Granada CF                      | España | 2009-2010 | 35 (19)     |             |
| Granada CF                      | España | 2010-2011 | 4 (0)       |             |
| SD Huesca                       | España | 2011-2012 | 18 (8)      |             |
| SD Huesca                       | España | 2012-2013 | ? (?)       |             |
| Huracán Valencia Club de Fútbol | España | 2013-2014 | ? (?)       |             |
| Huracán Valencia Club de Fútbol | España | 2014-2015 | ? (?)       |             |
| Huracán Valencia Club de Fútbol | España | 2015-2016 | ? (?)       |             |
| CD Castellón                    | España | 2015-2016 | ? (?)       |             |

## Palmarés

### Distinciones individuales
| Distinción                                       | Año       |
| ------------------------------------------------ | --------- |
| Máximo goleador de todos los grupos de Segunda B | 2008-2009 |
| Máximo goleador del Granada CF Segunda B         | 2009-2010 |